# Anneke van Giersbergen
Anneke van Giersbergen (1973. március 8. –) a holland The Gathering együttes énekesnője volt 2007-ig. Zenélt a Lawn, The Farmer Boys, Ayreon és a Napalm Death együttesekben is.

## Élete
A hollandiai Sint Michielsgestelben született. Nyolcévesen már mixversenyeken szerepelt. 12 évesen az iskolai kórusban énekelt. Később énekelni tanult, majd bekapcsolódott egy együttesbe.
Több együttesben zenélt, majd a Bad Breath nevű duóban, ahol bluest, dzsesszt, folkot és funkot játszott.
1994-ben csatlakozott a The Gatheringhez. 2005. február 20-án megszületett Finn nevű fia, Rob Snijderstől.
2007. június 5-én Anneke bejelentette, hogy kilép a The Gatheringből, hogy több ideje maradjon családjára és saját együttesére, az Agua de Annique-re.
2012-ben alapította a The Gentle Storm nevű csapatot, amelyben férje, Rob is játszik, 2016-ban pedig létrehozta a VUUR nevű együttest, amely hollandul tüzet jelent. A formáció tagjai között szerepel Jord Otto, aki a ReVamp gitárosa volt, valamint Marcela Bovio és férje, Johan van Stratum is, akik a 2016 tavaszán feloszlott Stream of Passion tagjai voltak. Marcela azonban zenei nézetkülönbségek miatt 2017. április 11-én kilépett a csapatból.
2021-ben az AVROTROS holland közszolgálati televíziócsatorna Beste Zangers című műsorának 14. évadában szerepelt.

## Lemezek

### The Gathering
- Mandylion (1995)
- Adrenaline / Leaves – EP (1996)
- Nighttime Birds (1997)
- How to Measure a Planet? (1998)
- if then else (2000)
- Superheat – Live (2000)
- Amity – EP (2001)
- Black Light District (EP) – EP (2002)
- In Motion (DVD) – DVD (2002)
- Souvenirs (2003)
- Sleepy Buildings – A Semi Acoustic Evening – Live (2004)
- Accessories – Rarities and B-Sides – Compilation (2005)
- A Sound Relief – DVD (2005)
- Home (2006)
- A Noise Severe – DVD (2007)
- TG25 Live at Doornroosje – Live (2015)

### Anneke van Giersbergen withAgua de Annique
- Air (2007)
- Pure Air (2009)
- In Your Room (2009)
- Everything is Changing (2012)
- Drive (2013)

### Anneke van Giersbergen andDanny Cavanagh
- In Parallel (2009)

### VUUR
- In This Moment We Are Free – Cities (2017)

### Anneke van Giersbergen
- The Darkest Skies Are the Brightest (2021)

## Koncertek Magyarországon

### AThe Gatheringtagjaként
- 1997. június 6. Riff-Röff Rock Klub, Budapest[5]
- 1997. szeptember 29. E-Klub, Budapest[5]
- 2001. február 26. E-Klub, Budapest[5]
- 2002. augusztus 5. Sziget Fesztivál, Budapest[5]
- 2004. március 14. Wigwam Rock Klub, Budapest[5]
- 2004. augusztus 6. Sziget Fesztivál, Budapest[5]
- 2006. augusztus 14. Sziget Fesztivál, Budapest[5]

### Danny Cavanagh-gel
- 2009. december 28. Fővárosi Művelődési Ház, Budapest[6]

### AzAgua de Anniquetagjaként
- 2010. november 27. Local Heroes Yourope/ZenePark, Pécs[7]
- 2010. november 29. A38 Hajó, Budapest[7]

### Anneke van Giersbergen néven saját zenekarral
- 2012. május 30. Club 202, Budapest[8]
- 2014. április 4. Club 202, Budapest

### AThe Gentle Stormtagjaként
- 2015. február 17. Planetárium, Budapest[9]
- 2015. november 5. Club 202, Budapest[10]

### AVUURtagjaként
- 2018. február 18. A38 Hajó, Budapest[11]

### Anneke van Giersbergen szólóban
- 2022. november 6. Analog Music Hall, Budapest[12]